# Rybák Forsterův
Rybák Forsterův (Sterna forsteri) je středně velký severoamerický druh rybáka z rodu Sterna.

## Popis

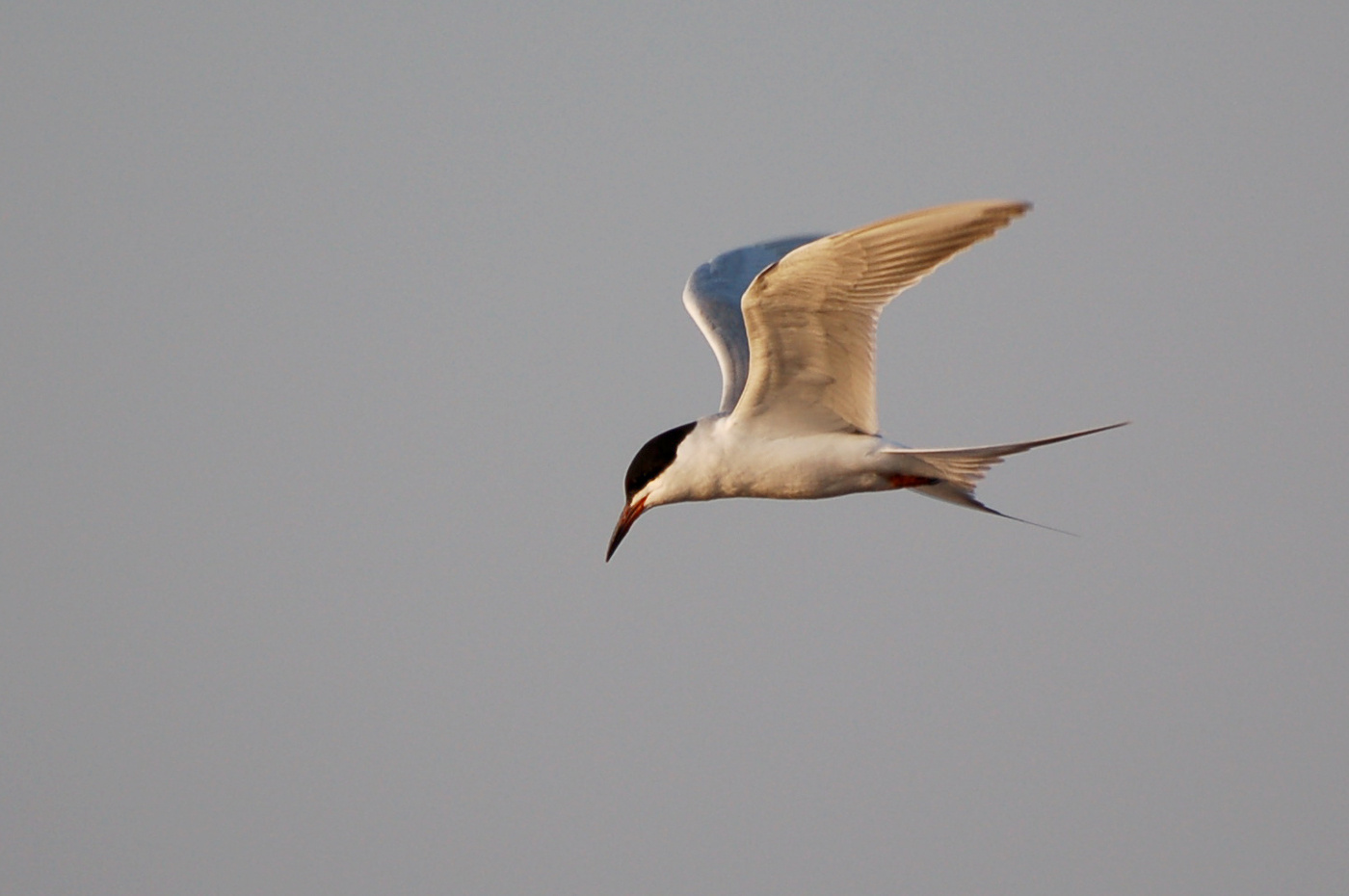
Rybák Forsterův ve svatebním šatu

Rybák Forsterův je typický druh rybáka, s černou čepičkou, bílou spodinou, šedým hřbetem a křídly. Podobá se rybáku obecnému, od něhož se liší silnějším zobákem, delšíma nohama, dlouhým, uprostřed šedým ocasem a shora čistě šedými letkami. Nohy jsou červené, zobák červený s černou špičkou. V prostém šatu (v zimě, kdy je nejčastěji pozorován v Evropě) je kresba na hlavě redukovaná na černou skvrnu za okem, zobák je černý. Mladí ptáci se podobají dospělým v prostém šatu, mají však tmavší letky.

## Rozšíření
Hnízdí v mírném pásu Severní Ameriky od stepních provincií Kanady a New Jersey na jih po Kalifornii a Texas. Tažný, zimuje na tichooceánském pobřeží od střední Kalifornie na jih po Guatemalu a na atlantském pobřeží od Virginie po Antily. Zaletuje také do Evropy. Nejčastěji byl zjištěn v Irsku (26× do roku 2006), nejméně 20× byl zaznamenán ve Velké Británii. Mimo to byl pozorován také na Islandu, v Nizozemsku a Gibraltaru, nověji také ve Francii.